# 댜틀로프 고개 사건
댜틀로프 고개 사건(러시아어: Гибель тургруппы Дятлова)은 1959년 2월 2일 소련(현재의 러시아) 우랄산맥 홀라트샤흘산에서 탐사대원 10명 중 9명이 변사체로 발견된 사건이다. 생존자가 없어 사건의 진상은 아직도 미궁 속에 있다. 이와 관련하여 갖가지 음모론이 제기되었다. '댜틀로프 고개'는 당시 등산대 대장 이고리 댜틀로프의 이름을 딴 것이다.
소련 정부는 해당 사건이 단순한 조난 사고라고 발표했지만 사건 정황에 여러 가지 의문이 많아 이런저런 추측들이 나왔다. 소련 당국에서는 "정체 불명의 충동력"(unknown compelling force)에 의해 변사 사고가 일어났다고 발표했다. 사건 이후 3년 동안 사건이 일어난 지역 일대는 등산객 및 탐험가의 접근이 금지되었다. 생존자가 없기 때문에 사건의 정체는 아직도 미궁 속에 남아 있다. 눈사태, 군사 사고, 설인 따위 적대적 미확인생물과의 조우 등 다양한 가설들이 제기되어 있지만 모두 추측의 영역에 불과할 뿐이다.

## 사건 진행 과정

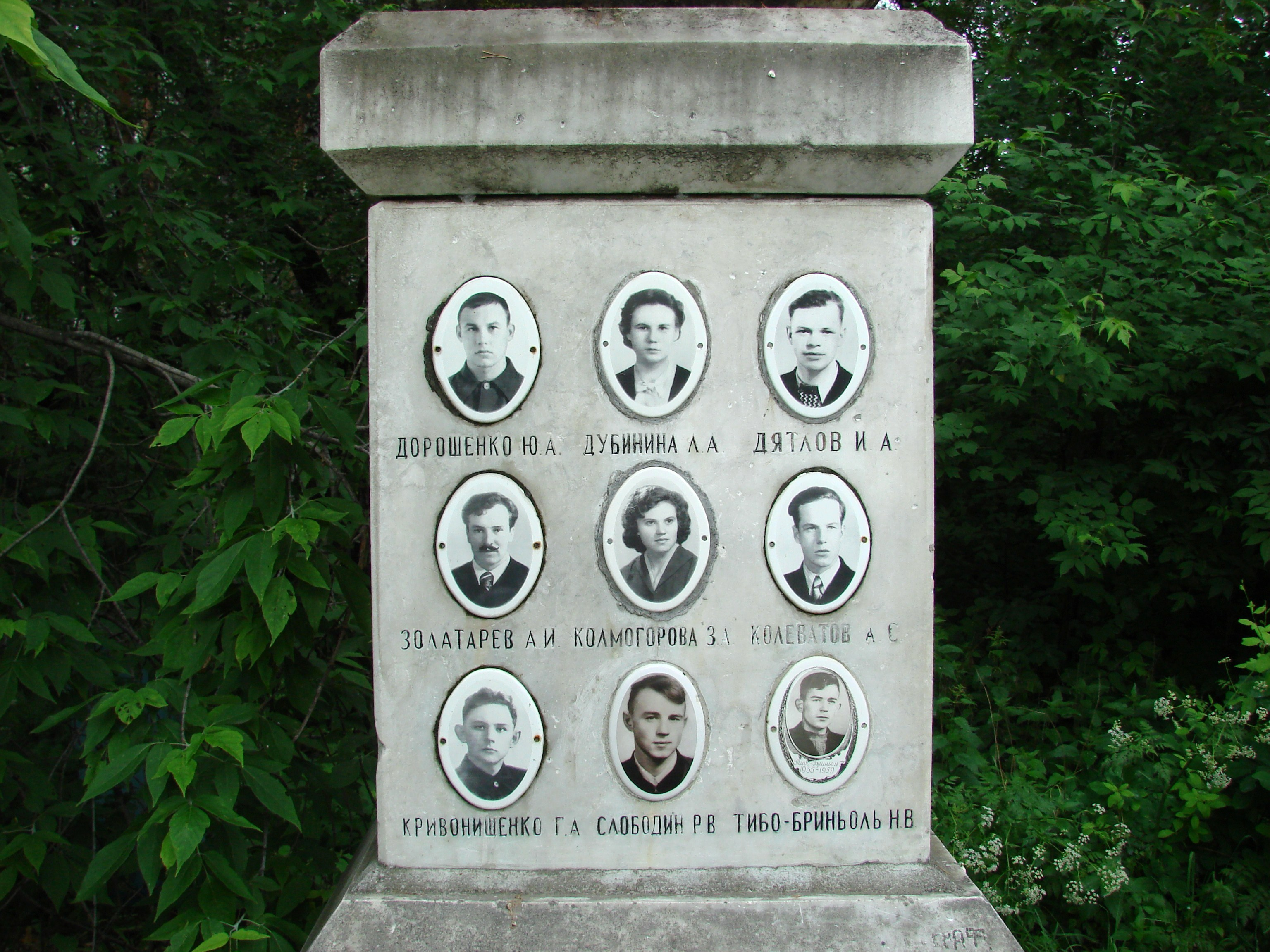
댜틀로프 고개 사건 위령비

1959년 1월 28일에 이고르 댜틀로프를 중심으로 탐사대를 결성한 우랄 국립공과대학교 소속 스키 하이커 10명(남자 8명, 여자 2명)은 러시아 우랄산맥을 거쳐 오토르텐산을 등반하고 2월 12일에 베이스캠프가 위치한 비자이 마을로 복귀하려는 계획을 세웠다. 그러나 등반 당일이던 1월 28일에 유리 유딘이 열, 두통, 류머티즘, 심장 질환 증세를 보이면서 탐사대에서 이탈했고 나머지 9명이 등반에 나서게 된다.
탐사대원이 출발한 지 5일이 지난 2월 1일에 폭설로 인해 기상 여건이 악화되면서 비자이 마을에 남아 있던 유딘은 탐사대에게 무전을 보내게 된다. 탐사대장이었던 댜틀로프는 유딘에게 "탐사대원들은 홀라트샤흘산("죽음의 산"이라는 뜻) 능선에 임시 야영지를 설치한 상태에서 휴식을 취하고 있으며 9명 모두 무사하다."는 답신을 보냈다. 하지만 2월 2일부터 댜틀로프가 이끌던 탐사대와의 연락이 갑자기 두절되었고 복귀 예정일이었던 2월 12일에도 댜틀로프 일행은 돌아오지 않았다.
우랄 국립공과대학교 탐사대의 실종 소식을 접한 구조대는 홀라트샤흘산에서 실종자 수색에 착수했다. 2월 26일에는 구조대가 탐사의 임시 야영지로 추정되는 곳에서 1.5km 정도 떨어진 곳에서 탐사대원 5명의 시신을 수습했지만 나머지 실종자에 대한 수색 작업은 악천후와 험준한 지형으로 인해 한동안 연기되었다. 구조대는 5월 4일에 소나무 숲에서 약 75m 정도 떨어진 계곡에서 탐사대원 4명의 시신을 수습했다. 하지만 구조대의 수색 작업에서 발견된 시체에는 여러 가지 의문점이 제기되었다.
- 탐사대원 9명이 살고 있던 텐트에 남아 있는 찢어진 흔적은 외부의 침입이 아니라 안쪽에서 바깥쪽으로 찢겨진 상태로 남아 있다.
- 처음 발견된 탐사대원 5명의 시신은 영하 30도에 달하는 상황에서 속옷 차림에 신발도 신지 않은 상태였고 공포에 질린 표정을 띠고 있었다고 한다.
- 나중에 발견된 탐사대원 4명의 시신은 물리적인 충격에 의해 심하게 훼손되었고 부패된 상태였다. 등반대장 댜틀로프는 주먹다짐을 한 것마냥 오른손 주먹에 상처가 나 있었다. 또다른 변사자 2명은 머리뼈에 금이 가고 갈비뼈가 부러졌다. 이 가운데 1명의 머리뼈 상태는 너무 심각해서 이동 능력을 상실했을 것으로 추정된다. 또한 여성 대원 1명은 혀가 없어진 상태로 발견되었다.
- 현장에서 발견된 전나무는 불에 타 있었다. 탐사대원들의 피부는 주황색으로 변한 상태였고 탐사대원들이 입고 있던 옷에서는 높은 수치의 방사능이 검출되었다.

### 탐사대 명단
- 이고리 알렉세예비치 댜틀로프(러시아어: Игорь Алексеевич Дятлов, 남자, 1936년 1월 13일 출생): 탐사대장. 저체온증 환자.
- 세묜(알렉산드르) 알렉세예비치 졸로타료프(러시아어: Семён (Александр) Алексеевич Золотарёв, 남자, 1921년 2월 2일 출생): 심한 가슴 외상. 시신 발견 당시에는 눈이 없어진 상태였음.
- 알렉산드르 세르게예비치 콜레바토프(러시아어: Александр Сергеевич Колеватов, 남자, 1934년 11월 16일 출생): 저체온증 환자.
- 유리(게오르기) 알렉세예비치 크리보니셴코(러시아어: Юрий (Георгий) Алексеевич Кривонищенко, 남자, 1935년 2월 7일 출생): 저체온증 환자.
- 니콜라이 블라디미로비치 티보브리니올(러시아어: Николай Владимирович Тибо-Бриньоль, 남자, 1935년 7월 5일 출생): 치명적인 두개골 부상 환자.
- 루스템 블라디미로비치 슬로보딘(러시아어: Рустем Владимирович Слободин, 남자, 1936년 1월 11일 출생): 저체온증 환자.
- 지나이다 알렉세예브나 콜모고로바(러시아어: Зинаида Алексеевна Колмогорова, 여자, 1937년 1월 12일 출생): 저체온증 환자.
- 류드밀라 알렉산드로브나 두비니나(러시아어: Людмила Александровна Дубинина, 여자, 1938년 5월 12일 출생): 심한 가슴 외상 환자. 시신 발견 당시에는 눈, 혀가 없어진 상태였음.
- 유리 니콜라예비치 도로셴코(러시아어: Юрий Николаевич Дорошенко, 남자, 1938년 1월 29일 출생): 저체온증 환자.
- 유리 예피모비치 유딘(러시아어: Юрий Ефимович Юдин, 남자, 1937년 7월 19일 출생 ~ 2013년 4월 27일 사망): 탐사대원 가운데 유일한 생존자. 질병으로 인해 1959년 1월 28일에 탐사대에서 이탈함.